# Paul Eduard von Schoeller

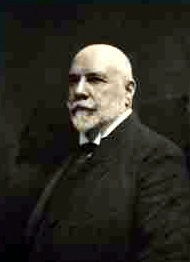
Paul Eduard von Schoeller

Sir Paul Eduard von Schoeller (* 15. Juni 1853 in Wien; † 2. November 1920 ebenda) war ein österreichischer Montanindustrieller. 

## Leben
Paul Eduard von Schoeller entstammte der Wiener Linie der rheinischen Unternehmerfamilie Schoeller und war der Sohn des in Düren geborenen und in Wien tätigen sowie 1867 geadelten Kaufmanns Johann Paul von Schoeller (1808–1882) und seiner Ehefrau Pauline (1812–1877). Sie war ebenfalls eine geborene Schoeller und Tochter des Dürener Tuchfabrikanten Johann Peter Schoeller (1778–1838), eines Bruders von Leopold Schoeller und damit eine entfernte Cousine von Paul Eduard. Nach seinem Studium in Wien, Leipzig und am Eidgenössischen Polytechnikum Zürich wurde er gemeinsam mit seinem Bruder Philipp Wilhelm von Schoeller in den verschiedenen Unternehmen seines Onkels Alexander von Schoeller eingearbeitet. Schon bald danach wurde er von diesem beauftragt, die von ihm 1853 gegründete Rollgerstenfabrik in Ebenfurth bei Wien, die Schoeller’sche Dampfmühle, zu übernehmen und zu sanieren, da sie infolge der ungarischen Konkurrenz wirtschaftliche Probleme bekommen hatte. Später, im Jahre 1894, kaufte er noch die Erste Wiener Walzmühle Vonwiller hinzu. Während seiner Zeit in Ebenfurth setzte sich Schoeller zudem maßgeblich für den Neubau einer Privatbahn für den Güterverkehr von Ebenfurth nach Wittmansdorf  mit Anschluss nach Leobersdorf ein, deren Bau-Konzession er am 15. August 1882 persönlich erhielt.
Nachdem er bereits seit längerem für das Großhandelshaus Schoeller & Co. in Wien, der späteren Schoellerbank tätig war, wurde Paul Eduard schließlich 1883 als Gesellschafter übernommen. Nach dem Tod seines Onkels Alexander 1886 und dem nur drei Jahre späteren Tod seines  Vetters Gustav Adolph von Schoeller wurde er zunächst gemeinsam mit seinem Bruder Philipp Wilhelm Universalerbe des gesamten Firmenimperiums. Da sich sein Bruder aber schon bald immer mehr aus dem operativen Geschäft zurückgezogen hatte, übernahm Paul Eduard die alleinige Leitung der Unternehmen.
Da Schoeller sich nun auf nur ein Stahlunternehmen konzentrieren wollte, verkaufte er in einem Tauschgeschäft sowohl seinen Drittel-Anteil an der Berndorfer Metallwarenfabrik als auch den seines verstorbenen Vetters Gustav Adolph an den dritten Gesellschafter Arthur Krupp, der dadurch zum Alleinbesitzer wurde. Im Gegenzug erhielt er von diesem dessen Anteile an den Ternitzer Stahl- und Eisenwerke von Schoeller & Co., wodurch das Unternehmen in seiner Gesamtheit in Familienbesitz überging. Nachdem bereits Gustav Adolph in seinen letzten Jahren mit Modernisierungsmaßnahmen im Ternitzer Werk begonnen hatte und auch noch eine eigenständige Hülsenfabrik zur Produktion von Kriegsmaterial gegründet hatte, trieb Paul Eduard die Expansion weiter voran. Er ersetzte ferner die bisherige mechanische Nutzung der Wasserkraft durch ein modernes Elektrizitätswerk mit Turbinenantrieb und tauschte das veraltete Bessemerverfahren gegen das neue Siemens-Martin-Verfahren aus. Dadurch konnten sich seine Stahlsorten auf dem Weltmarkt durchsetzen und auch die angegliederte Geschossfabrik wurde ein Hauptlieferant für großkalibrige Granaten und anderes Rüstungsmaterial für den Ersten Weltkrieg. Unter Paul Eduards Leitung erreichte das Familienunternehmen schließlich seine größte wirtschaftliche Ausdehnung. Seinen Vetter aus der Brünner Linie der Familie, Richard von Schoeller (1871–1950), setzte er zum Leiter des Ternitzer Hauptwerkes ein, wobei diesem später, im Jahre 1924, die Verschmelzung mit den Bleckmann-Stahlwerken zu Schoeller-Bleckmann Stahlwerke gelang.
Neben diesen vielfältigen unternehmerischen Aufgaben in Ternitz übernahm Schoeller weitere leitende Positionen zumeist in Unternehmen, die anteilig oder insgesamt im Besitz der Familie waren. So löste er unter anderem im Jahre 1898 seinen Bruder als Präsident der Hütteldorfer Bierbrauerei AG ab, übernahm ferner von seinem Onkel Alexander die Leitung der Leipnik-Lundenburger Zuckerproduktionsgesellschaft und der Granthaler Zuckerfabriken AG und nahm zusammen mit seinem Bruder noch die Verpflichtungen eines k. u. k. Hoflieferanten wahr. Darüber hinaus wurde er von 1895 bis 1919 zum Präsidenten und anschließend zum Ehrenpräsidenten der Börse für Landwirtschaftliche Produkte, ab 1902 als Mitglied und ab 1909 zum Präsidenten der niederösterreichischen Handels- u. Gewerbekammer sowie von 1903 bis 1909 des Zentralverbandes der Industriellen Österreichs gewählt. Des Weiteren war er Mitglied des Verwaltungsrates der Österreichischen Nordwestbahn der Österreichischen Bodencreditanstalt und ab 1904 des Industriellen Rates im Handelsministerium. Bereits 1898 gehörte er zu den 206 Gründungsmitgliedern des Österreichischen Automobil-Clubs und wirkte ferner für viele Jahre in der Studienkommission der neu gegründeten Exportakademie Wien. 
Darüber hinaus vertrat Schoeller von 1892 bis 1912 die Interessen des Vereinigten Königreichs von Großbritannien und Irland als Generalkonsul in Wien. Für die hierbei erbrachten Verdienste wurde er 1912 als Knight Bachelor mit dem Titel Sir in den britischen Adelsstand erhoben. Ferner wurde er bereits im Jahre 1902 auf Grund seines politischen Engagements für die österreichische liberale Verfassungspartei zum lebenslangen Mitglied des Herrenhauses im Österreichischen Reichsrat ernannt.
Schließlich setzte sich Schoeller noch maßgeblich sowohl für soziale Belange als auch für die Kunst ein. In diesen Bereichen wurde er zum Präsidenten der Lungenheilanstalt in Alland gewählt und war als Kurator der 1898 gegründeten Jubiläumsstiftung für Volkswohnungen und Wohlfahrtseinrichtungen sowie als Kunstmäzen von 1903 bis 1908 des Österreichischen Museums für Kunst und Industrie tätig. Im Jahre 1907 war er zudem Mitbegründer und ab 1912 Vizepräsident des Technischen Museums in Wien. Schließlich wurde er ab 1916 noch zum Presbyter seiner evangelischen Gemeinde gewählt.
Entsprechend seiner gehobenen gesellschaftlichen und wirtschaftlichen Stellung war Schoeller Eigentümer mehrerer repräsentativer Wohnsitze. So erwarb er 1894 zunächst das Schloss Račice in Mähren vom Baron von Palm, welches 1945 der Familie auf Grund der Beneš-Dekrete enteignet wurde, sowie um 1905 das barocke Palais Corbelli-Schoeller in Wien, das er umfassend ausbauen ließ. Im Ersten Weltkrieg stellte Schoeller das Gebäude zeitweise als Krankenhaus zur Verfügung. Darüber hinaus erwarb Schoeller 1915 von dem Industriellen Andreas Töpper noch das Töpperschloss in Neubruck bei Scheibbs, welches ebenfalls bis 1949 in Familienbesitz blieb

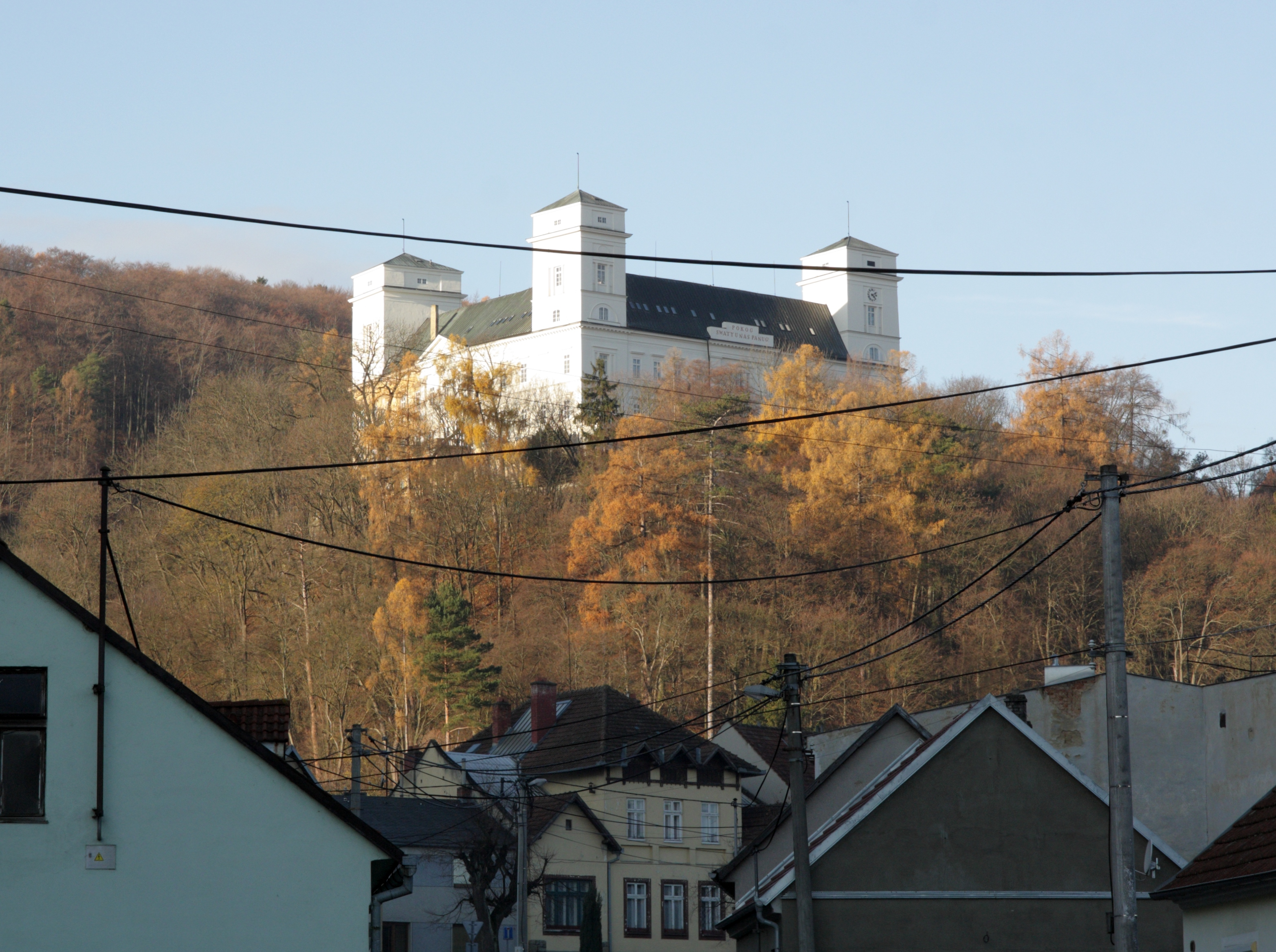
Schloss Račice – Familienbesitz 1894–1945
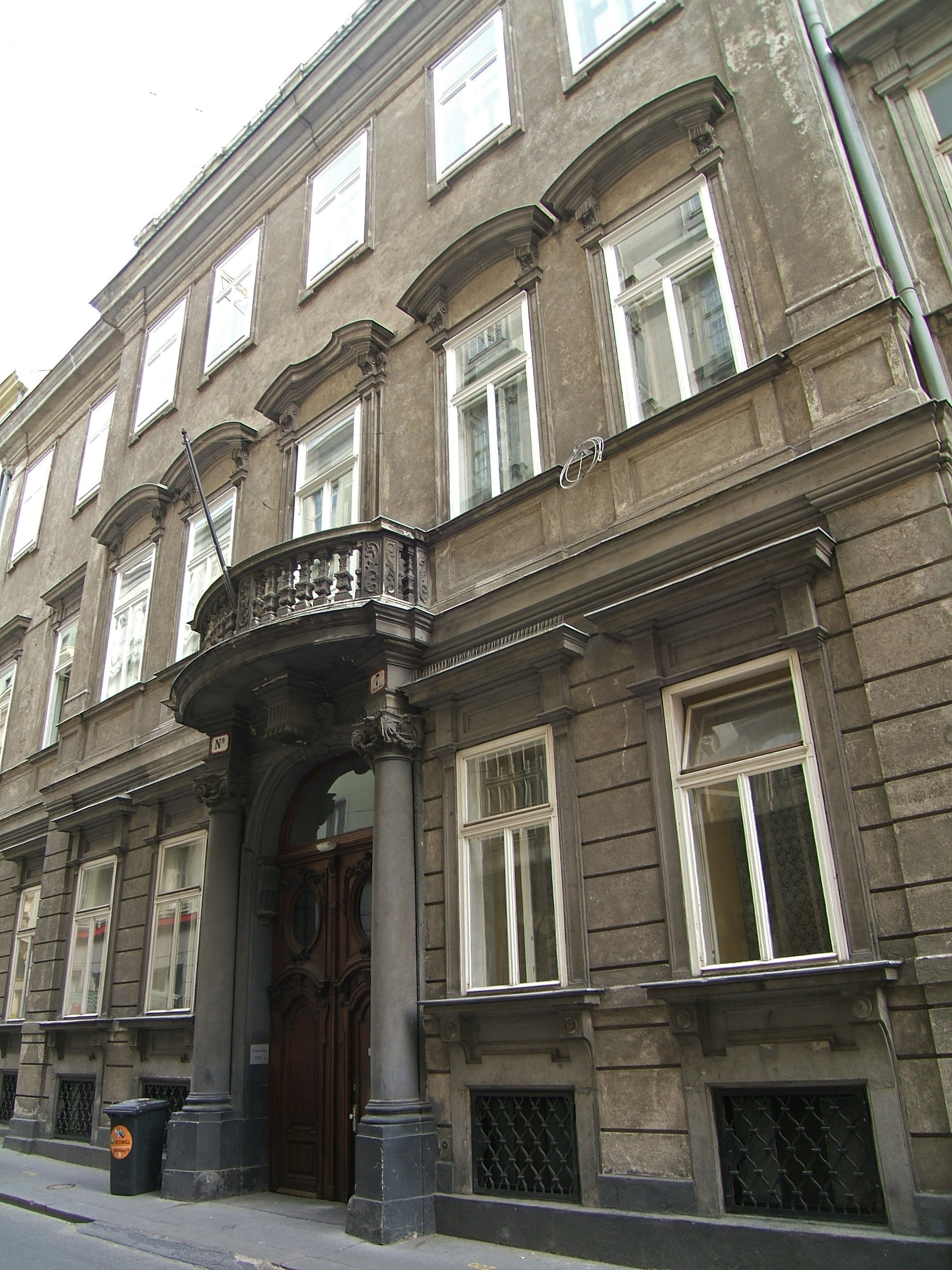
Stammsitz Palais Corbelli-Schoeller in Wien
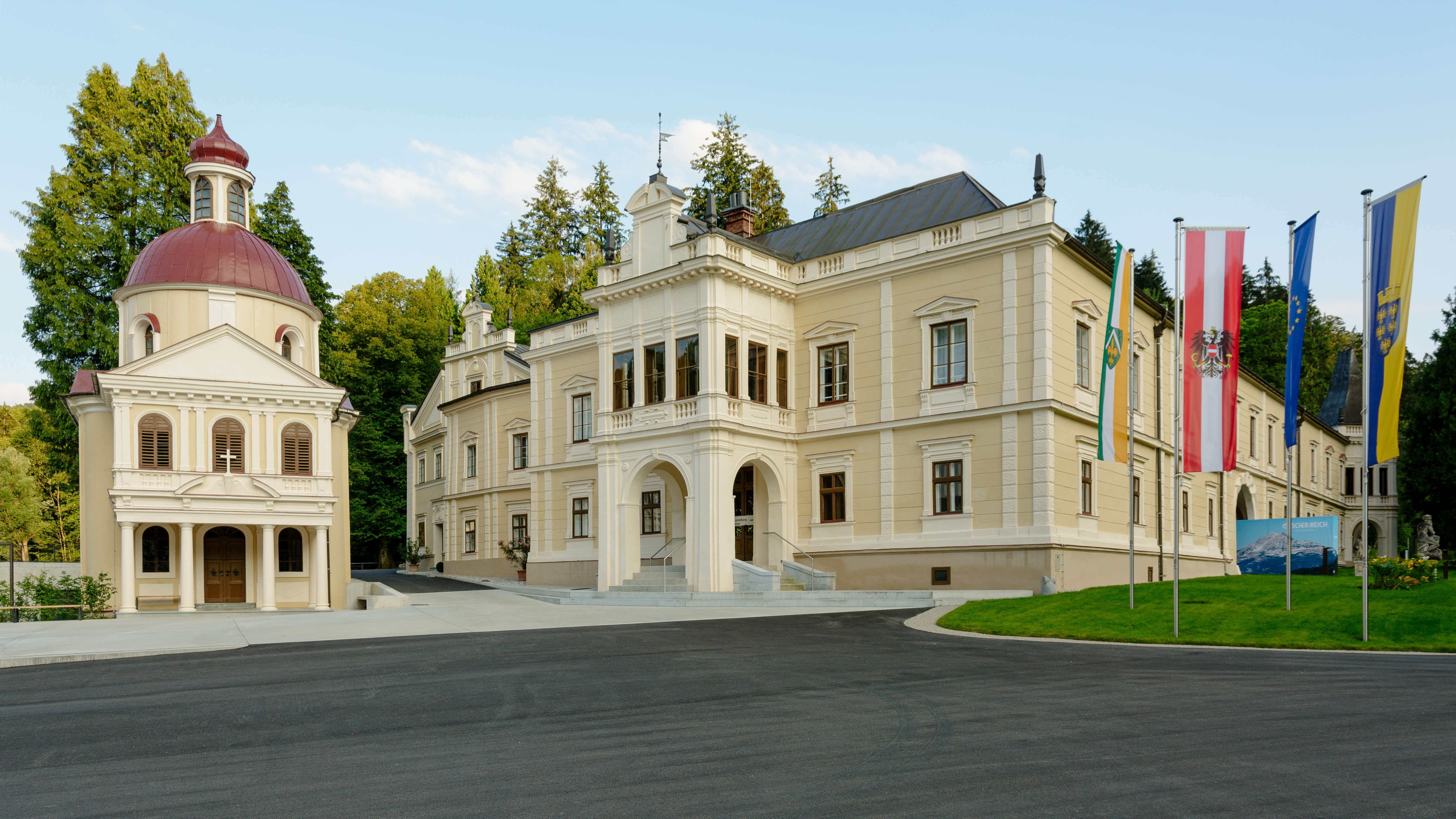
Töpperschloss Neubruck – Familienbesitz 1915–1949
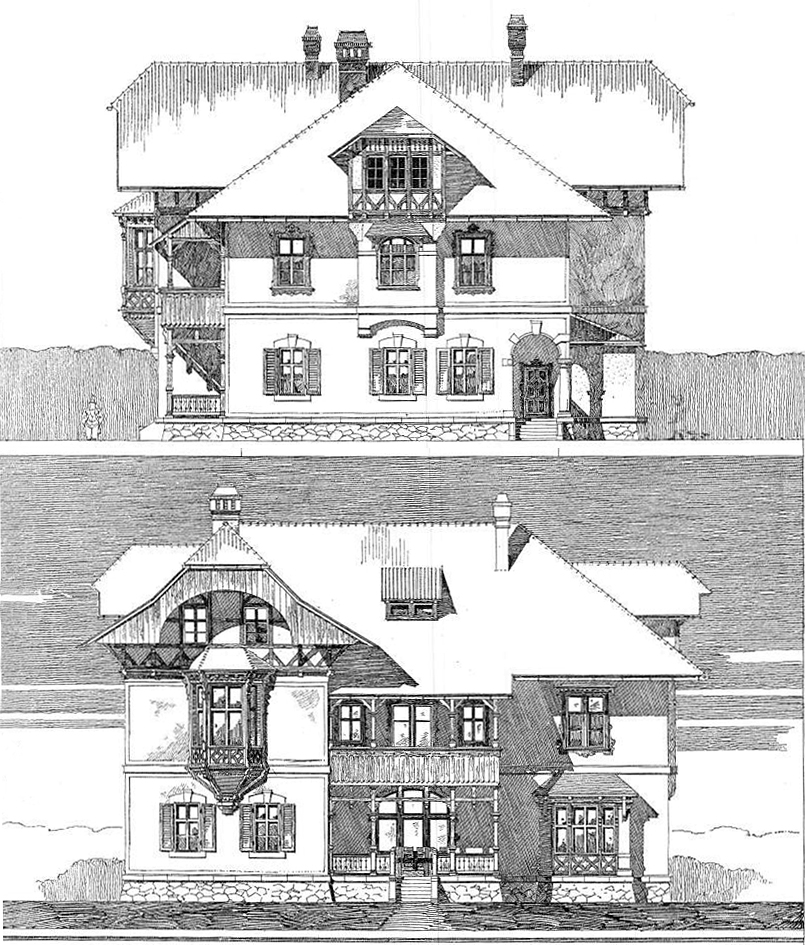
Jagdhaus in Buchau, Steiermark

Für seine Verdienste wurde Sir Paul Eduard von Schoeller im Jahre 1898 mit der Verleihung des Komturkreuzes und 1905 des Großkreuzes des Franz-Joseph-Ordens geehrt sowie 1918 zum Geheimrat ernannt.
Nach dem Tod von Paul Eduard im Jahre 1920 wurde auf Grund seiner Kinderlosigkeit sein Vetter Richard von Schoeller Universalerbe des gesamten Firmenimperiums. Ein weiterer Vetter, Robert Schoeller (1873–1950), folgte ihm in der Direktion der Leipnik-Lundenburger Zuckerfabrik AG. Dagegen erbte sein Neffe, und Adoptivsohn, Gustav Neufeldt, Sohn seiner Schwester Emma und des Lüdenscheider Großhändlers und norwegischen Konsuls in Wien Karl Neufeldt (* 1838), das Wiener Palais und erhielt bereits 1911 sowohl die Adels- als auch die Namensübertragung. Seitdem nennen sich die heute noch lebenden Nachkommen Neufeldt-Schoeller. Er wurde am Grinzinger Friedhof bestattet.